# Francisco Antonio Javier de Gardoqui Arriquíbar
Francisco Antonio Javier de Gardoqui Arriquíbar (Bilbao, 9 de outubro de 1747 - Roma, 27 de janeiro de 1820) foi um cardeal italiano.

## Biografia
Nasceu em Bilbao em 9 de outubro de 1747. Filho caçula de José Ignacio de Gardoqui y Mezeta (1695-1765), banqueiro e industrial, originário de Guernica, e María Simona de Arriquíbar y Mezcorta (1709-1783), de Bilbau. Irmão de Diego María de Gardoqui (1735-1798), que foi o primeiro embaixador espanhol nos Estados Unidos da América (1784-1789); e secretário da Fazenda do rei D. Carlos IV (1792-1796). Batizado na igreja paroquial de Santiago, Bilbao. Sua família era proprietária do Banca Gardoqui Arriquíbar .
Estudou teologia e direito canônico em Valladolid, onde obteve o doutorado in utroque iure , direito canônico e civil.
Ordenado em 1º de junho de 1776, Madri. Vigário geral em Palencia, 1781. Fiscal da Inquisição em Granada, 1785. Inquisidor em Valladolid, 1788. Arcediago em Sagunto e Alarcón. Membro do Conselho de Castela. Auditor da Sagrada Rota Romana do Reino de Castela, 1789. Conselheiro dos Reis Carlos III e Carlos IV de Espanha. Participou da negociação da Paz de Amiens, 1802. Opôs-se ao projeto de Puerto de la Paz de Abandoporque era contrário aos interesses da burguesia de Bilbao. Manteve grande firmeza perante as pretensões de Napoleão Bonaparte tanto na política peninsular como nas relações com Roma. Em colaboração com seu irmão Diego María, redigiu um projeto de colonização do pampa argentino por fazendeiros bascos. Ele foi um notável pregador.
Criado cardeal sacerdote no consistório de 8 de março de 1816; recebeu o gorro vermelho e o título de S. Anastácia, a 15 de novembro de 1817. Obteve a elevação da igreja paroquial de Santiago à categoria de basílica menor.
Morreu em Roma em 27 de janeiro de 1820. Exposto na igreja de S. Maria em Vallicella, e enterrado em seu título. Há uma rua em Bilbau dedicada à sua memória.